# Махонін Віталій Володимирович
Віталій Володимирович Махонін нар. 18 грудня 1975, Ворошиловград) — український футболіст, що грав на позиції нападника і півзахисника. Відомий за виступами у складі луганської «Зорі» і сімферопольської «Таврії» у вищій українській лізі.

## Клубна кар'єра
Віталій Махонін народився у Ворошиловграді (нині Луганськ), і є вихованцем футбольної школи місцевого клубу «Зоря». Дебютував у професійному футболі молодий нападник у 1991 році у складі команди другої ліги СРСР «Вагонобудівник» із міста Стаханов, ще коли йому не виповнилось і 16 років. Віталій Махонін володів висою технікою дриблінгу та обводки, і тому вже у 1992 році, після невдалого сезону «Вагонобудівника» у першій українській лізі, коли він вибув до другої ліги, молодий футболіст перебрався до «Зорі», яка грала у вищій українській лізі. Уболівальники та футбольні спеціалісти захоплювались грою Махоніна, вбачаючи в ньому нового Олександра Заварова. Віталій Махонін став одним із наймолодших голеадорів у вищій лізі, забивши свій перший м'яч у ній у віці 17 років і 171 день. Проте невисока швидкість футболіста, а також його неточність при ударах по воротах привели до втрати місця в основі «Зорі». Віталій Махонін перебрався до іншої команди вищої ліги — сімферопольської «Таврії», проте й там після першого кола втратив місце в основі команди. Футболіст знову повернувся до «Зорі», та здобув місце в основі, проте команда на той час переживала серйозну кризу, і вибула до першої ліги. Махонін грав у складі луганської команди до кінця сезону 1997—1998, після чого виступав виключно за аматорські команди, зокрема «Шахтар» (Луганськ), у складі якого він став переможцем першості України 2001 року серед аматорів, «Енергія» (Щастя), «Металург-НПВК» (Лутугине), «Незалежність» (Біловодськ), остаточно завершив виступи на футбольних полях у 2009 році.